# Preußisches Postwesen
Dieser Artikel beschreibt das Preußische Postwesen seit seinen historischen Anfängen bis zum Beginn des 19. Jahrhunderts. Für die preußische Postgeschichte des 19. Jahrhunderts siehe Preußen (Postgeschichte und Briefmarken).

## Geschichte des Preußischen Postwesens
Die Anfänge des Preußischen Postwesens finden sich im 13. Jahrhundert, bereits der Deutsche Orden hatte 1276 eine stationsweise Beförderung des Briefwechsels der Ordensbrüder und Ritter untereinander und weiter organisiert. Diese von dem Ordenssitz Marienburg ausgehenden Einrichtungen gelten als Grundlage des preußischen Postwesens.
Nach der Auflösung des Deutschen Ordens durch den Krakauer Friedensschluss 1525 wird in keiner Schrift von dem Fortbestehen dieser Botenpost berichtet. Nur von landesherrlichen Botensendungen durch dafür bestimmte Leute ist später zu lesen. Die Dorfschulzen in Ostpreußen und Preußisch-Litauen waren damals verpflichtet, die Briefe und Verfügungen von Amt zu Amt zustellen zu lassen. Man nannte diese Einrichtung „Ämter-Posten“.
Die Botenposten in den Marken Brandenburgs waren zur gleichen Zeit auch in bester Ordnung. Der Landesherr, die Regierungsbehörden und die Einwohner hatten zwar selbst für die Beförderung zu sorgen, jedoch gab es bereits die Botenläufer, die den Botenlauf wie ein Gewerbe betrieben.
Die regelmäßigen Botenverbindungen der Hansestädte untereinander waren auch schon im Kurbrandenburgischen eingeführt. Die Ankunftszeiten wurden in einem Empfangsschein vermerkt und nach einer förmlichen Berechnung der Botenlohn ausgezahlt. Die Boten kamen zu Pferd oder in einem Einspänner daher, wenn sie viele Briefbunde und Handpäckchen mitbrachten. Überall wo sie durchkamen, sammelten sie Briefe ein und stellten sie dann auch zu.
Anfang des 16. Jahrhunderts wird erstmals als Benennung für diese Boten die Bezeichnung „Postboten“ verwendet Die älteste landesherrliche Botenpost ist für die Strecke von Küstrin nach Ansbach dokumentiert. In Ansbach residierte Kurfürst Albrecht als Besitzer der Mark Brandenburg und der fränkischen Lande und hielt durch ebendiese Botenpost Verbindung mit der Mark. Sein Nachfolger Kurfürst Johann vergrößerte die Zahl der Boten und der Strecken. Unter der Herrschaft der Kurfürsten Johann I. und II. von 1499 bis 1571 wurden die Briefe durch 30 vereidigte Boten bestellt, die aus der Hofrentei in Cölln (Berlin) besoldet wurden. Die Boten, deren Botenlohn willkürlich festgesetzt wurde, vermittelten den Anschluss an die Botenlinien nach Böhmen, Sachsen, Österreich, Holland und Dänemark usw.
1550 kam unter der Herrschaft Joachims II. und seines Bruders, des Markgrafen Joachim V. zu Küstrin, die erste Botenordnung heraus. Eine regelmäßige Botenpost wurde von Cüstrin aus über Trebbin, Zinna und Annaburg nach Wittenberg genannt. In Wittenberg gab es Anschluss an die kurfürstlich-sächsischen Boten nach Dresden, Wien und Heidelberg. Ein „Erneutes und verbessertes Boten-Reglement“ wurde von Kurfürst Johann Georg und dem Kurfürsten August von Sachsen 1583 herausgegeben. Am 28. Mai 1589 wird eine weitere Botenpost über Hof, Schleitz, Roda, Naumburg bis Halle und von hier mit den lüneburgischen Behörden nach Celle eingerichtet.
In jedem der genannten Orte musste sich ein Bote aufhalten, der die ihm von dem ankommenden Boten übergebenen Briefe bei Tage oder Nacht umgehend zur nächsten Station beförderte. Auf jedem dieser Botenwechsel nahm ein Postverwalter das abgekommene Brief-Paket an, registrierte es in einem Buch und händigte es dem abgehenden Boten mit einem Post-Zettel, in dem Stunde der Ankunft und des Abgangs vermerkt waren.
Kurfürst Joachim Friedrich schrieb am 15. Dezember 1600 an das Domkapitel zu Magdeburg „von der seit vielen und undenklichen Jahren über Zinna nach Annaburg gerichteten Boten-Post“. Drei Jahre später war eine Botenpost von Brandenburg nach Stettin und vom 13. November 1604 eine Botenpost mit Botenwechsel von Amt zu Amt über Landek und Neuhof bis Marienwerder eingerichtet, um die herrschaftlichen Briefe aus und nach Preußen schneller zu befördern.
1610 etablierte Kurfürst Johann Sigismund für die 1608 ererbten Länder Kleve, Mark und Ravensburg eine Botenpost: Der Amtmann Ohm aus Zehden hatte die ihm zugebrachten Briefe nach Preußen durch reitende Boten von Stadt zu Stadt weiterzubefördern. Der Briefempfänger hatte einen Empfangsschein auszustellen, der zurückzubringen war.
Diese „erste errichtete Reitpost“ in Brandenburg, Preußen war fünf Jahre vor der Erhebung des Grafen von Taxis als Reichs-General-Erb-Postmeister in Deutschland begründet worden.
Die Feindseligkeiten im Vorfeld des Dreißigjährigen Krieges erforderten eine durchgreifende Verbesserung des gesamten Postwesens. Am 20. Juni 1610 erließ der Kurfürst „eine neue Post- und Boten-Ordnung“, die den vereidigten Kanzlei- oder Postboten genau vorschrieb, wie viel Lohn und Zehrgeld nach Entfernung und Jahreszeit ihnen zustand. Die Botengänger gingen bereits nach Mainz, Speyer, Darmstadt, Braunschweig, Kopenhagen, Kleve, Wien, Krakau usw. Die Fußboten waren jedoch immer wieder der Anlass zu Beschwerden, und so befahl der Kurfürst Georg Wilhelm, die 1610 eingerichtete reitende Post von Zehden nach Marienwerder geregelter besorgen zu lassen.
1618 setzten mit dem Dreißigjährigen Krieg auch Transportprobleme ein, so dass man oft reitende Feld- oder Heer-Couriere einsetzte, um durch feindliches Gebiet zu kommen.
Mit dem Amtsantritt des Kurfürsten Friedrich Wilhelm wurde die reitende Post wesentlich erweitert; 1646 wurde eine reitende Botenpost bis Russland und nach Warschau eingerichtet. Es war also möglich, mit der gleichen Post einen Brief aus Russland bis nach Kleve zu befördern. Von Kleve bis Berlin brauchten die Postreiter sechs Tage, von Berlin bis Königsberg vier Tage. Nach und nach übernahmen brandenburgische Postreiter den eiligen Schriftwechsel in ganz Norddeutschland, obwohl fremde Postboten im Brandenburgischen nicht geduldet wurden. War der Dienst mit 6.000 Talern anfangs ein Zuschussgeschäft des Kurfürstentums, so belief sich der Gewinn am Ende der Regierung des Großen Kurfürsten auf stattliche 40.000 Taler.
Nach dem Westfälischen Frieden 1648 ging es mit der Post in Preußen gleich wieder bergauf und neue Posten wurden eingerichtet. 1652 wurde der Geheime Staats-Rath Reichsfreiherr Otto von Schwerin zum Ober-Post-Director ernannt und der Hofrentmeister Michael Matthias 1654 zum Ober-Aufseher der Posten bestellt. Er war es hauptsächlich, der verhinderte, dass das preußische Postwesen unter Thurn-und-Taxissche Verwaltung kam.
Das 17. und der Anfang des 18. Jahrhunderts brachten eine stetige Weiterentwicklung der Preußischen Post. Am 10. August 1712 erschien die lange vorbereitete „Neue Post-Ordnung“ – ein neues, der Zeit angepasstes Postgesetz. Den vorhandenen 99 Postämtern wurde eine nach den Ortsentfernungen berechnete Post-Taxe zugefertigt.

## Die Extrapost

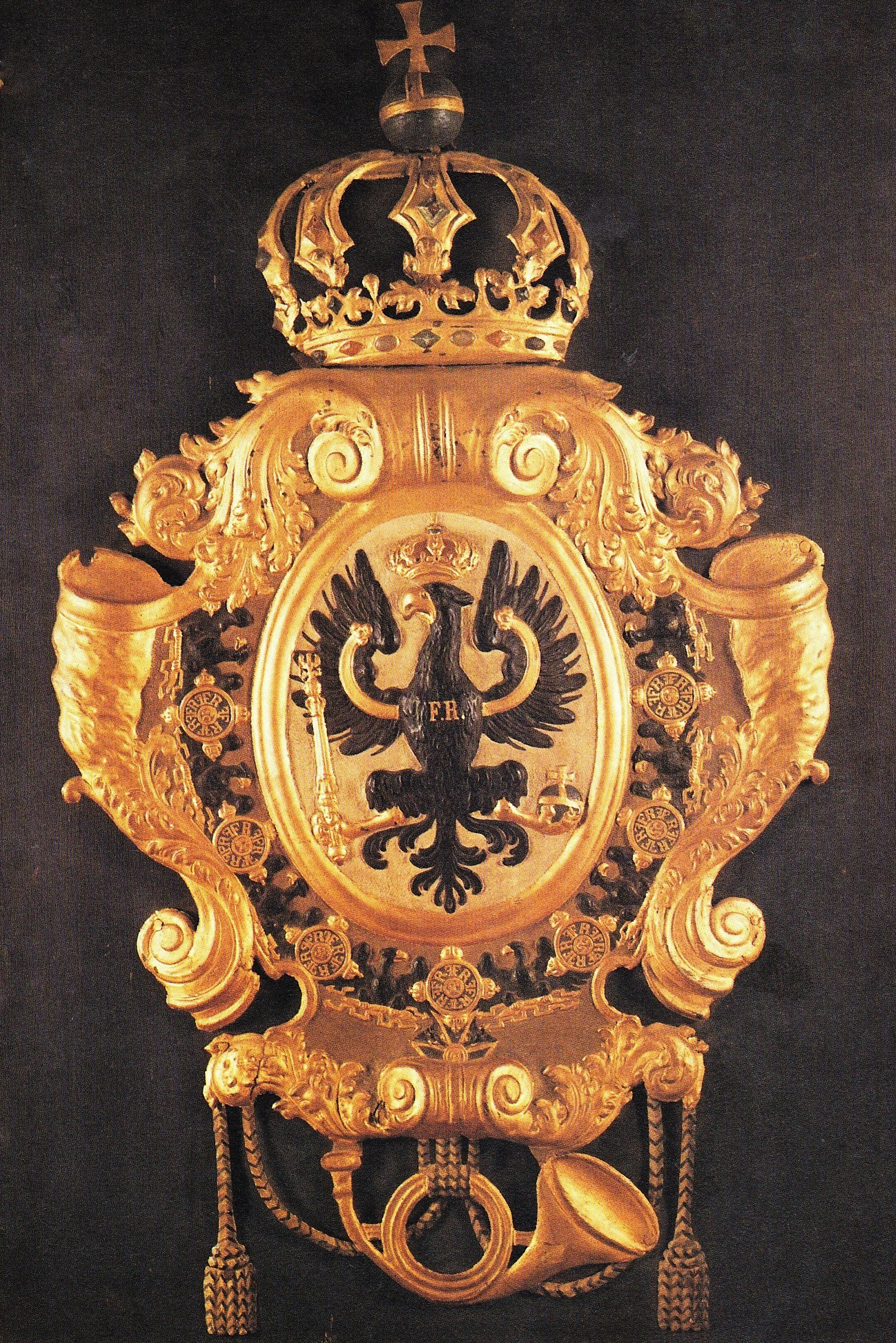
Preußisches Posthausschild

Bis 1712 hatten einige Postanstalten eine Art Posthalterei, die Reisen der Boten wurden aber mit Dienst- oder Postfuhren, wenn auch mit post-eigenen Pferden, durchgeführt. Eine Regelung, mit welcher der Fuhrmann zu fahren hatte, bestand nicht. Am 8. Juni 1659 wurde die Gültigkeit aller erteilten Pässe aufgehoben. Der neu ernannte Postwagenmeister erstellte eine Rolle (Liste) der Fuhrleute und verteilte nach der Reihenfolge in dieser Rolle die Fuhren. Dem Fuhrmann waren für jedes Pferd und je Meile 7 Groschen zu zahlen, von denen 2 Groschen von jedem Taler an die Postkasse des Abfahrortes zu entrichten waren, als Entschädigung für das der Post entgangene Personengeld. Die Edikte von 1710, 1711 und 1712 brachten das Fahren mit Postpferden unter dem Namen „Extra-Post“ als landesherrliche Einrichtung und damit als Teil des Postwesens. Das Fahren mit „Lohnfuhrens“ wurde als ein bürgerliches Gewerbe betrachtet und unterlag daher besonderen Vorschriften.
Eine erneute Erweiterung der Posten kam mit dem Regierungsantritt Friedrichs des Großen 1748, aber auch 1766, zur Zeit der französischen Post-Regie. Bernard und de la Hogue wurden zu Intendanten und Moret zum Regisseur sämtlicher Post-Anstalten eingesetzt. Diese drei Franzosen beriefen Beratungen der preußischen Postbeamten ein. Die Post-Commission führte die neuen Einrichtungen ein, die bis zum Kriegsjahr 1808 Bestand hatten. Die neuen Einrichtungen waren die Verfassung der Posthaltereien und ein fester, dem Wechsel der Kornpreise angepasster Zahlungssatz als Postfuhrgehalt, sowie die erhöhten Sätze der jedem Postamt zugefertigten Post-Taxe. Das Umladen der Frachtstücke wurde abgeschafft, dafür wurden durchlaufende Wagen angeschafft, die von Station zu Station gingen. Eine sehr umständliche Dienst-Unterweisung wurde verfasst. Das Reglement für die Fuhrleute und das Extrapostwesen wurde geschaffen. Die Portofreiheit wurde eingeschränkt. Dies alles war die Arbeit von drei Jahren, dann wurden die französischen Beamten entlassen. Die Zeit der französischen Regie war vorüber, die Vorschriften blieben bestehen.
Am 18. November 1782 wurde die „Neue Postordnung“ erlassen. Mit dem Schluss des 18. und dem Anfang des 19. Jahrhunderts trat eine fast völlige Umstellung des preußischen Postwesens ein.
Zuerst wurden die Stationsentfernungen in Meilen angegeben, damit jeder Reisende ausrechnen konnte, wie viel er für den Weg zu zahlen hatte. Die bisher streitigen Sätze wurden nun durch geometrische Vermessung der Hauptwege geschlichtet. Auf die Brief-Taxen hatte diese Vermessung noch keinen Einfluss.
Des Weiteren wurde das Post-Fuhrwesen verbessert Die Weiterverpachtung der Posthaltereien wurde einer genauen Kontrolle unterzogen. Durch diese verbotene Praxis war es immer wieder zu Beschwerden gekommen, da die Unterpächter neben dem eigenen Auskommen noch eine Pacht an den eigentlichen Pächter zu zahlen hatten und dies durch Einsparungen bei Wagen und Kutscher erreichen mussten. Zudem war die Versuchung groß, nicht eingeschriebene Reisende zu befördern. Für jeden Groschen Pachtgeld wurde ein Taler Strafe eingezogen. Die Fuhr- und Rittgehälter wurden den örtlichen Kornpreisen angepasst und notfalls auch eine Unterstützung durch die Postkasse gewährt. Die „Sittlichkeit“ der „rohen“ Postillions wurde durch oft militärische Strafen und Belehrung verbessert. Für eine Verbesserung der Wagen wurde eine Kommission in- und ausländischer Sachverständiger gebildet, die Modelle und Probewagen herzustellen hatten. Gefordert wurden bequeme und schnelle Wagen mit hohem Fassungsvermögen. Die Rechte und Pflichten des Extrapostwesens wurden mit Verordnung vom 22. Oktober 1800 geregelt, da es hier oft zu Streit gekommen war.
Die Post-Inspectoren wurden überprüft und neue eingestellt. Sie hatten in ihrem Bezirk durch ständige Reisen das Postwesen zu überprüfen, den Postlauf auf seine Zweckmäßigkeit, die Postbeamten auf ihre Amtsführung, und neue Postanlagen und Postenläufe in Vorschlag zu bringen. Diese Männer waren für die Post als erste Vertreter der Ober-Post-Behörde verantwortlich. Letztlich wurden die seit 1788 angewendeten Post-Taxen neu geordnet.
Durch den Luneviller Frieden von 1801 und den Reichsdeputationshauptschluss von 1803 wurde Preußen zu einem der Haupt-Post-Staaten. 1805 besetzte Preußen die hannoverschen Gebiete und führte auch hier das preußische Postwesen ein. Der Krieg von 1806 bis 1813 verhinderte eine Verbesserung des Postwesens, es hielt sich eher kümmerlich in Gang.
Die Gebietserweiterung durch den Krieg führte zu einem erhöhten Transportwesen. Die neuen Gebietsteile wurden schonend auf das preußische Postsystem umgestellt und in den alten Gebieten die Posten und Postanstalten in Ordnung gebracht.

## Preußische Posteinrichtungen
In Preußen gab es zu dieser Zeit die folgenden Post-Einrichtungen:
- 1. Reitende Posten: Sie dienten der schnellen Briefbeförderung und der Zeitungen. Selbst wenn die Brief-Felleisen (Briefbunde) mit zwei Pferden kuriermäßig gefahren wurden, behalten diese Posten diese Bezeichnung.
- 2. Ordinair-fahrend Posten: Sie beförderten Personen, Pakete und Gelder, ebenso schwere Briefe und Zeitungen und wurden durch Schirrmeister begleitet
- 3. Schnellposten, Eilwagen: Die oben genannte Kommission hatte die Einrichtung dieser Gattung ermöglicht. Am 1. Januar 1819 fuhr die erste Schnellpost zwischen Berlin und Magdeburg und am 1. Juli 1820 zwischen Koblenz und Trier unter der Bezeichnung Personenwagen. Waren mehr Reisende zu befördern, als Platz auf dem Wagen war, wurden von der Posthalterei Beichaisen gestellt. Mit den Eilwagen wurden außer den Briefen und Zeitungen auch Geldbriefe und kleine Pakete befördert Bis 10 Meilen zu dem normalen Tarif, über 10 Meilen war ein Zuschlag von 50 % der Taxe zu zahlen. Schriften bis 18 Lot unterlagen der Brieftaxe, darüber war eine Begleitadresse erforderlich, und das Paketporto kam zur Anwendung mit einem Zuschlag von 50 %.
- 4. Personen-Posten: Die mit 12 bis 15 Sitzen ausgestatteten Posten waren langsamer doch populär. Sie fuhren vornehmlich – ohne Zuschlag – auf Strecken, wo Schnellposten noch nicht verkehrten. Früher fuhren auf diesen Strecken die Post-Dilligenzen und Journalieren.
- 5. Güter-Posten: Durch die Schnell- und Personen-Posten wurde diese Beförderungsmöglichkeit notwendig und beförderten nur die schweren Güter, keine Personen. Der Ertrag stand nie im Gleichgewicht zu den Einnahmen.
- 6. Karriol-Posten: Sie verbinden unwichtige Orte mit der nächsten Postanstalt oder mit den nächsten Coursen. Ohne Passagierbeförderung, wenn doch, verblieb das Personengeld dem Posthalter, vertraten sie die Stelle einer reitenden und fahrenden Postverbindung.
- 7. Wasser-Posten, Segel- und Dampf-Schiffe: Für Rechnung der Post wurde in den Sommermonaten zwischen Stralsund und Ystad in Schweden und nach Kopenhagen eine solche Postverbindung unterhalten. Dampfschiffe fuhren zwischen Lübeck und Petersburg und legten an der neuvorpommerschen Küste an und ergaben so eine preußisch-russische Postverbindung.
- 8. Boten- oder Fuß-Posten: Bis 1825 gab es in Preußen vereidigte und von der Post besoldete Männer, die zwischen den einzelnen Postanstalten Briefe, kleinere Pakete und Gelder bis zum Betrag der gestellten Caution beförderten. Sie trugen Postkleidung und durften weder Briefe usw. annehmen noch solche zustellen. Den Postanstalten war es nicht erlaubt, Sendungen von Ortseinwohnern und Bewohnern der Umgebung an Einwohner kleiner Flecken, kleiner Städte, einzelner Landsitze, Dörfer, Forsthäuser, Mühlen usw., die nicht auf der Poststraße lagen, anzunehmen. Selbst die Privatboten, welche die Post bei der Postanstalt abholten, durften nicht ohne weiteres zu Botendiensten aufgefordert werden. An Orten mit Behörden war dies eine große Behinderung, musste doch nun jede Behörde eigene Boten verpflichten.

Seit 1825 war es gestattet, Land-, Fuß-Boten oder Briefträger einzustellen. Sie stellten zwei- bis dreimal in der Woche Briefe, Adressen, Zeitungen und Amtsblätter gegen ein Bestellgeld in der Umgegend des Postbezirks zu und nahmen, wieder gegen ein Bestellgeld, solche Sendungen an. Die Landbriefträger wurden von der Postanstalt unter Vertrag genommen und besoldet, das Bestellgeld floss in die Postkasse und sollte die Kosten für diesen Service decken.
- 9. Stadt-Post-Expeditionen: In Berlin und mehreren anderen Hauptorten wurden sie eingerichtet und entsprechen in ihren Aufgaben in etwa den heutigen Briefträgern.
- 10. Extra-Post-Couriere und Estafetten-Beförderung: Diese Einrichtung war unrentabel, die Expeditionsgebühren für die Absendung von Privat-Estafetten waren als Einnahme ohne Bedeutung. In der Hauptsache wurden eilige Dienstbriefe befördert

Die Beförderungseinrichtungen 1 bis 8 und 10 bestanden schon vor der Neuordnung der Post nach dem Kriege 1813, die Landbriefträger und die Stadt-Post-Expeditionen wurden erst später eingerichtet. Von der Beförderung der Briefe durch Boten zwischen den Postanstalten war die Lücke zu der Hausbestellung geschlossen. Eine der Zeit entsprechende Post, wie wir sie verstehen, war entstanden.

### Neues topographisch statistisch geographisches Wörterbuch des Preußischen Staates
Das mehrbändige Werk verzeichnet Orte von Preußen mit 
- Klassifizierung, Zuordnungen bei Ämtern Kreisen, Einwohnerzahlen und nächsten Poststationen.

Der 1826 erschienene sechste Band enthält tabellarische Übersichten der wichtigsten statistischen Verhältnisse der einzelnen Städte, Landrätlichen Kreise und Regierungsbezirke des preußischen Staates.
Herausgeber sind Leopold Krug und Alexander August Mützel, Verlag August Kümmel, Halle.
- A – F Erster Band, 1821 (Online)
- G – Ko Zweiter Band, 1821 (Online)
- Kr – O Dritter Band, 1822 (Online)
- P – S Vierter Band, 1823 (Online)
- T – Z Fünfter Band, 1823 (Online)
- Tabellen/Statistiken Sechster Band, 1826 (Online)